# 城北水库
城北水库是中国安徽省滁州市定远县境内的一座水库，位于淮河水系马桥河上，建于1983年。水库正常库容为1260万立方米，集雨面积为60平方千米，海拔为67米。